# Mount Tiedemann
Der Mount Tiedemann ist mit 3838 m Höhe einer der Hauptgipfel der Pacific Ranges, einer Teilkette der Coast Mountains in der kanadischen Provinz British Columbia. Seine Schartenhöhe beträgt 848 m. Er liegt 3 km nordöstlich des Mount Waddington (4019 m) zwischen dem Homathko River und dem Klinaklini River und gehört zu dessen Massiv, der Waddington Range.

## Namensherkunft
Der Mount Tiedemann ist nach Herman Otto Tiedemann benannt, welcher für die Kolonialregierung unter Joseph Pemberton als Architekt und Bauleiter der „Vogelkäfige“ genannten ursprünglichen Regierungsgebäude in Victoria (British Columbia) arbeitete. Außerdem war er am Entstehen des damaligen Gerichtsgebäudes, des Fisgard Lighthouse und anderer Bauten wie auch Kirchen während der Leitung von Vermessungsarbeiten an den Küsten von British Columbia und Alaska beteiligt. Er war auch für die erste Wasserleitung vom Elk Lake auf der Saanich Peninsula nach Victoria zuständig.
Tiedemann begleitete 1862 Alfred Waddington bei vorläufigen Vermessungen für eine geplante Planwagenroute zu den Cariboo-Goldfeldern über Bute Inlet und den Homathko River. Das Projekt wurde mit Beginn des Chilcotin-Krieges 1864 eingestellt. Der Tiedemann Creek, der Abfluss des Tiedemann-Gletschers ostwärts zum Homathko River, wurde von ihm selbst so benannt, da er beim Sturz in denselben beinahe ums Leben kam.

## Besteigungsgeschichte
Die Erstbesteigung wurde 1939 durch Sterling Hendricks, Hans Fuhrer, E.R. Gibson und Henry S. Hall über den Chaos-Gletscher zum nördlichen Grat ausgeführt.

## Klima
In Bezug auf die Klimaklassifikation nach Köppen und Geiger herrscht am Mount Tiedemann ein Dauerfrost-Klima (EF). Die meisten Wetterfronten stammen vom Pazifik und bewegen sich ostwärts auf die Coast Mountains zu, wo sie durch die Berge zum  Aufsteigen (Windstau) gezwungen werden, was wiederum dazu führt, dass die enthaltene Feuchtigkeit in Form von Regen oder Schnee abgegeben wird. Im Ergebnis führt das zu hohen Niederschlägen in den Coast Mountains, insbesondere zu starken Schneefällen im Winter. Die Temperaturen können unter −20 °C fallen, unter Berücksichtigung von Windchill-Einfluss unter −30 °C. Dieses Klima nährt die Gletscher Chaos, Radiant und Tiedemann ringsum an den Hängen des Mount Tiedemann.